# Перица Здравкович
Перица Здравкович (на сръбски: Перица Здравковић или Perica Zdravković) е сръбски акордеонист, клавирист, композитор, аранжор, продуцент и беквокалист.

## Биография
Роден е през 1955 г. в Долно Стопане, близо до Лесковац. От ранна възраст той изпитва силно желание за музика и много бързо овладява родния си инструмент, акордеона. През 1980 г. започва да свири за Южен вятър. Той става постоянен член на групата от 1982 до 1991 г. От самото начало той е акордеонист, а по-късно аранжор и беквокалист. През 1983 г. започва да свири на клавиатура. След Южен вятър, Перица започва да композира и заедно със Сава Боич основават групата Žar.